# Onthophagus semicinctus
Onthophagus semicinctus es una especie de insecto del género Onthophagus, familia Scarabaeidae, orden Coleoptera.

Fue descrita científicamente por D'Orbigny en 1897.